# Flughafen Imphal

i8
i11
i13
Der ca. 774 m hoch gelegene Flughafen Imphal (englisch Imphal International Airport, IATA-Code: IMF, ICAO-Code: VEIM) ist ein Verkehrsflughafen ca. 8 km (Fahrtstrecke) südwestlich der Großstadt Imphal im nordostindischen Bundesstaat Manipur.

## Geschichte
Ein benachbartes Flugfeld wurde bereits während des Zweiten Weltkriegs als Luftwaffenstützpunkt der Royal Air Force unter dem Namen RAF Imphal--Koirengei genutzt; über dieses wurde die von den Japanern angegriffene Stadt mit allen lebensnotwendigen Gütern versorgt.

## Flugverbindungen
Verschiedene indische Fluggesellschaften betreiben mehrmals tägliche Linienflüge nach Kalkutta und Guwahati; darüber hinaus gibt es Regionalflüge nach Dimapur, Dibrugarh, Agartala und Shillong.

## Sonstiges
- Der Flughafen verfügt über eine Start-/Landebahn von 2746 m Länge und ist mit ILS ausgestattet.
- Betreiber ist die Bundesbehörde Airports Authority of India.

## Zwischenfälle
- Am 24. April 1944 wurde eine Curtiss C-46A-35-CU Commando der United States Army Air Forces (USAAF) (Luftfahrzeugkennzeichen 42-3630) in der Nähe seines Ziels, des Militärflugplatzes Imphal-Koirengei, von einer japanischen Mitsubishi A6M Zero abgeschossen. Das Transportflugzeug beförderte Nachschubmaterial von Chittagong aus. Alle 4 Besatzungsmitglieder, die einzigen Insassen, wurden getötet.[3]

- Am 16. August 1991 wurde eine aus Kalkutta kommende Boeing 737-2A8 der Indian Airlines (VT-EFL) beim Anflug auf den Flughafen Imphal in einen Hügel geflogen, weil die Piloten vom Landekurs abgewichen waren. Durch diesen CFIT (Controlled flight into terrain) wurden alle 69 Menschen an Bord getötet (siehe auch Indian-Airlines-Flug 257).[4]